# Білл де Блазіо
Білл де Блазіо (англ. Bill de Blasio; нар. 8 травня 1961, Манхеттен, Нью-Йорк, США) — американський політичний діяч, мер Нью-Йорка з 1 січня 2014 до 31 грудня 2021 року. Раніше з 2001 до 2009 року — депутат Міської ради Нью-Йорка від 39-го округу (Бруклін), пізніше громадський адвокат Нью-Йорка (2010–2013). 5 листопада 2013 виграв вибори мера, ставши першим мером-демократом за майже 20 років.